# روبين شيف
روبين شيف (بالإنجليزية: Robyn Schiff)‏ (10 يناير 1973 في الولايات المتحدة)؛ كاتِبة وشاعرة أمريكية.